# 新生駅 (千葉県)
新生駅（あらおいえき）は、千葉県銚子市新生町にかつて存在していた、日本国有鉄道（国鉄）総武本線の貨物駅である。

## 概要
総武本線の終点である銚子駅からさらに東へ0.8 km進んだ先に設けられていた貨物駅である。したがって、東京駅起点122.2 kmに位置するこの駅が長らく総武本線の終点であった。
銚子駅が、銚子の工場地区や漁港などから離れた位置に開設されたため貨物の取り扱い上不便であり、よりそうした地域に近い場所に新生駅が開設された。こうした関係から、銚子駅では小口扱い（手荷物輸送）が多く、新生駅では貨物輸送が多かった。
元々は、総武鉄道が線路建設に用いる砂利を輸送するために開設したものであった。

## 歴史
総武鉄道が、総武本線の佐倉 - 銚子間建設に用いる砂利を輸送するために1898年（明治31年）11月14日付で当局に線路の敷設と列車の運行に関する届けを出したのが最初の記録と考えられる。利根川の水運で砂利を運び込み、新生駅から工事列車で積み出していたと考えられる。その後の経緯が文書で明確に残されていないため、正式開業後の線路・駅との関係が不明であるが、白土貞夫はこの砂利輸送線が直接新生駅とそこへ至る貨物線になったと推測している。
正式には、1900年（明治33年）1月28日に免許を得て、3月28日に開業している。この開業に関して『銚子市誌』では、「他の都市が鉄道への反対運動をしたのに対して銚子だけが鉄道を歓迎し、銚子駅・新生駅の用地提供を行った」と鉄道忌避伝説のような記述をしているが、白土はこれに対して出典が不明確であること、執筆者がフィクションを史実として発表を繰り返してきた前歴のある人であること、砂利運搬線を転用した貨物線であると考えられることなどから、「単なる憶測に基づいての記述と考えて差し支えない」としている。
臨港線は、長らく建設が計画されていながら日中戦争の影響を受けて中止されており、トラックによる輸送が行われていた。しかし戦争が激化し、運転手やトラック、燃料が不足したことや、食料の調達が困難になり、東京都民に提供される魚介類の調達を図る目的で、臨港線を建設することになった。60軒の建物を撤去し、総工費98万円の76％と資材の全てを東京都が提供して、1944年（昭和19年）10月1日に開通した。ここから両国駅まで貨物列車で輸送し、都電の引き込み線を設けて都電で築地市場へ輸送された。
終戦後、旧日本軍の残した兵器や弾薬の処分のため、アメリカ軍により銚子沖が海中投棄場所として指定され、臨港線がその輸送に用いられた。1945年（昭和20年）10月15日から7ヶ月かけて、関東地方一円から約4,800両の貨車により約72,000トンの兵器・弾薬類がこの臨港線を経由して輸送され、漁港から漁船などで積み出されて海中投棄処理された。市街地の中を通って危険物を輸送する作業であったが、特に事故は発生しなかった。
1946年6月6日、お召し列車により昭和天皇が銚子を訪問した。この際、空襲により銚子には天皇が宿泊するような旅館や邸宅が残っていなかったため、お召し列車を新生駅に回送して、その車内で一泊するということがあった。構内の警備はアメリカ軍憲兵が担当していた。
臨港線は鮮魚輸送がトラック輸送に切り替えられるなどして輸送量が落ち込み、1959年（昭和34年）頃から休止となり、1968年（昭和43年）頃には線路が撤去された。
新生駅自体も、1978年（昭和53年）3月31日の営業限りで廃止となった。

### 年表
- 1898年（明治31年）11月14日：砂利輸送線に関する届け出がされる。
- 1900年（明治33年）
  - 1月28日：免許取得。
  - 3月28日：開業[1]。
- 1944年（昭和19年）10月1日：臨港線開通。
- 1945年（昭和20年）10月15日：この日から7ヶ月に渡り、旧日本軍の兵器・弾薬投棄作業に使用。
- 1946年（昭和21年）6月6日 - 6月7日：お召し列車入線、構内停車中の御料車で昭和天皇が宿泊。
- 1959年（昭和34年）：臨港線使用休止（翌年に線路撤去）。
- 1968年（昭和43年）9月30日：この日限りで蒸気機関車使用を終了。
- 1971年（昭和46年）6月：日立ポンパ号が入線、日立製品の展示を実施。
- 1978年（昭和53年）3月31日：廃止（貨物営業最終日は前日の3月30日）[2][1]。

## 駅構造
銚子駅から東へ線路を延ばし、銚子電気鉄道の線路に一旦合流し、妙見堂踏切で再び分岐して北の方へカーブし、0.8 km行った先に存在していた。駅構内には行き止まりの側線が並んでいた。また、銚子駅側（新生駅構内西側）の本線北側には、ヤマサ醤油の醤油工場とつながる専用側線が存在していた。
また同じく銚子駅側の本線から北へ分岐して、千葉県所有の専用側線があった。この専用側線は通称臨港線と呼ばれ、新生駅から約1.0 kmの線路を延ばして銚子漁港に至っていた。銚子漁港中央市場の前まで線路が延びていた。

## 利用状況
発送品は、味噌醤油、鮮魚、動物飼料など、到着品は大豆類、石油類、麦類などであった。発送品は、醤油工場の町であることや漁港の町であることを反映している。到着品の大豆類、麦類も醤油工場の原料であり、また石油類は主に漁船の燃料として用いられるものであった。
貨物列車としては明確に設定されておらず、入換作業の合間に銚子駅まで連絡する列車を走らせていた。入換作業は銚子駅との間の線路を用いて行われ、踏切を長時間にわたって遮断すると共に、銚子駅付近で線路を共用していた銚子電気鉄道の列車にさえ遅延をもたらしていた。
入換作業には佐倉機関区の8620形が長く用いられた。昭和40年代にはC58形に代わり、さらに最末期にはDE10形が用いられていた。夜の貨物列車を牽いて銚子駅に到着し、1日銚子駅、新生駅やそれに関連する専用線の入換作業に従事した後、夕方の貨物列車を牽いて戻っていく運用が一般的であった。
| 年度               | 発送トン数 | 到着トン数 |
| ------------------ | ---------- | ---------- |
| 1925年（大正14年） | 78,830     | 50,274     |
| 1936年（昭和11年） | 85,365     | 45,531     |
| 1938年（昭和13年） | 82,201     | 47,079     |
| 1950年（昭和25年） | 50,510     | 69,806     |
| 1960年（昭和35年） | 53,070     | 52,338     |
| 1970年（昭和45年） | 70,445     | 33,945     |
| 1977年（昭和52年） | 2,190      | 12,045     |

## 駅周辺
- ヤマサ醤油 本社（研究所・銚子工場を併設）[3]
- 銚子漁港
- 銚子市公正図書館
- 濱口梧陵の銅像
- 銚子電気鉄道銚子電気鉄道線仲ノ町駅・観音駅
- 千葉県道244号外川港線
- 千葉県道254号銚子公園線
- 千葉交通・京成タクシー成田「新生」停留所・「陣屋町」停留所

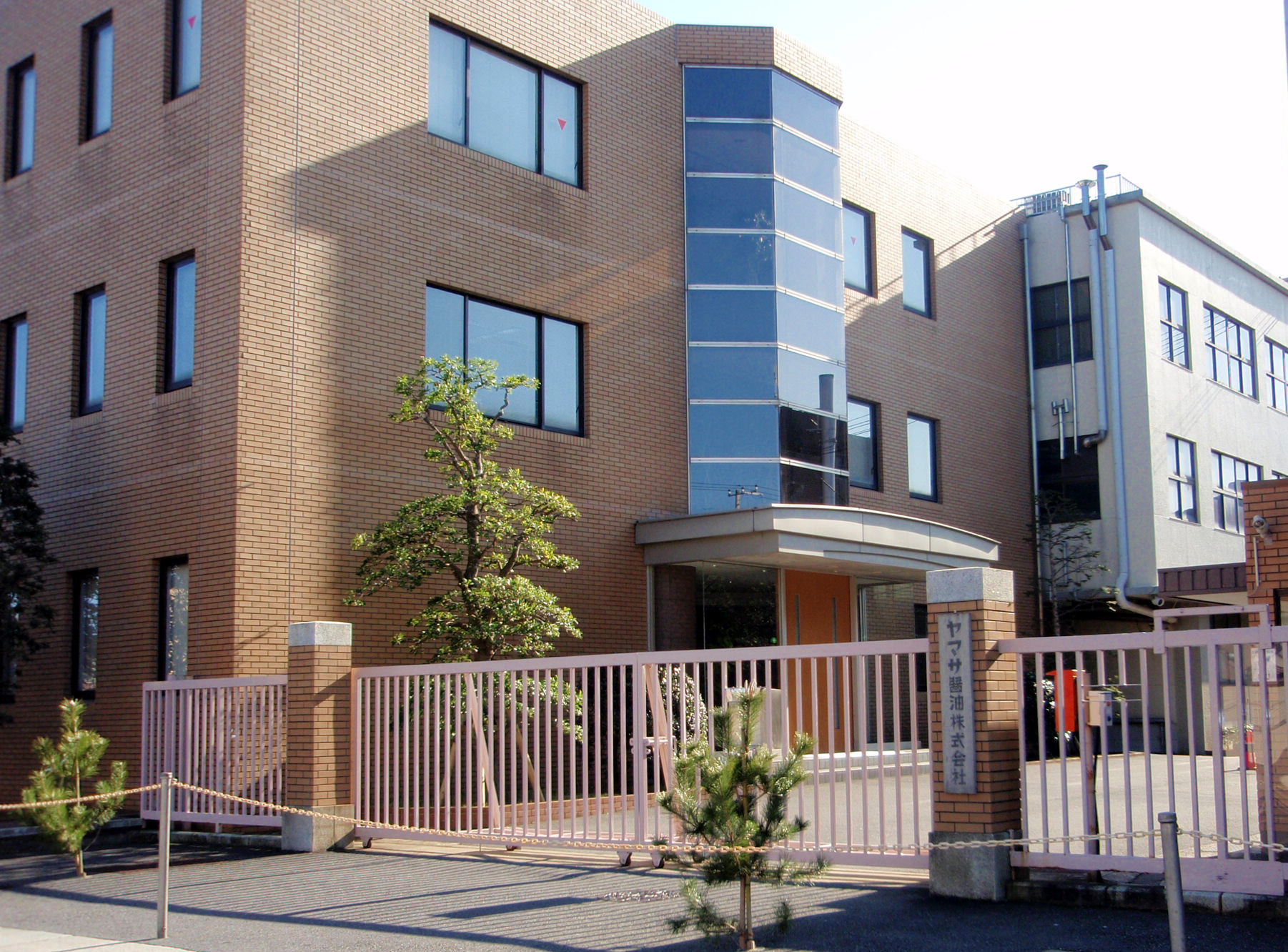
ヤマサ醤油 本社（2009年1月）
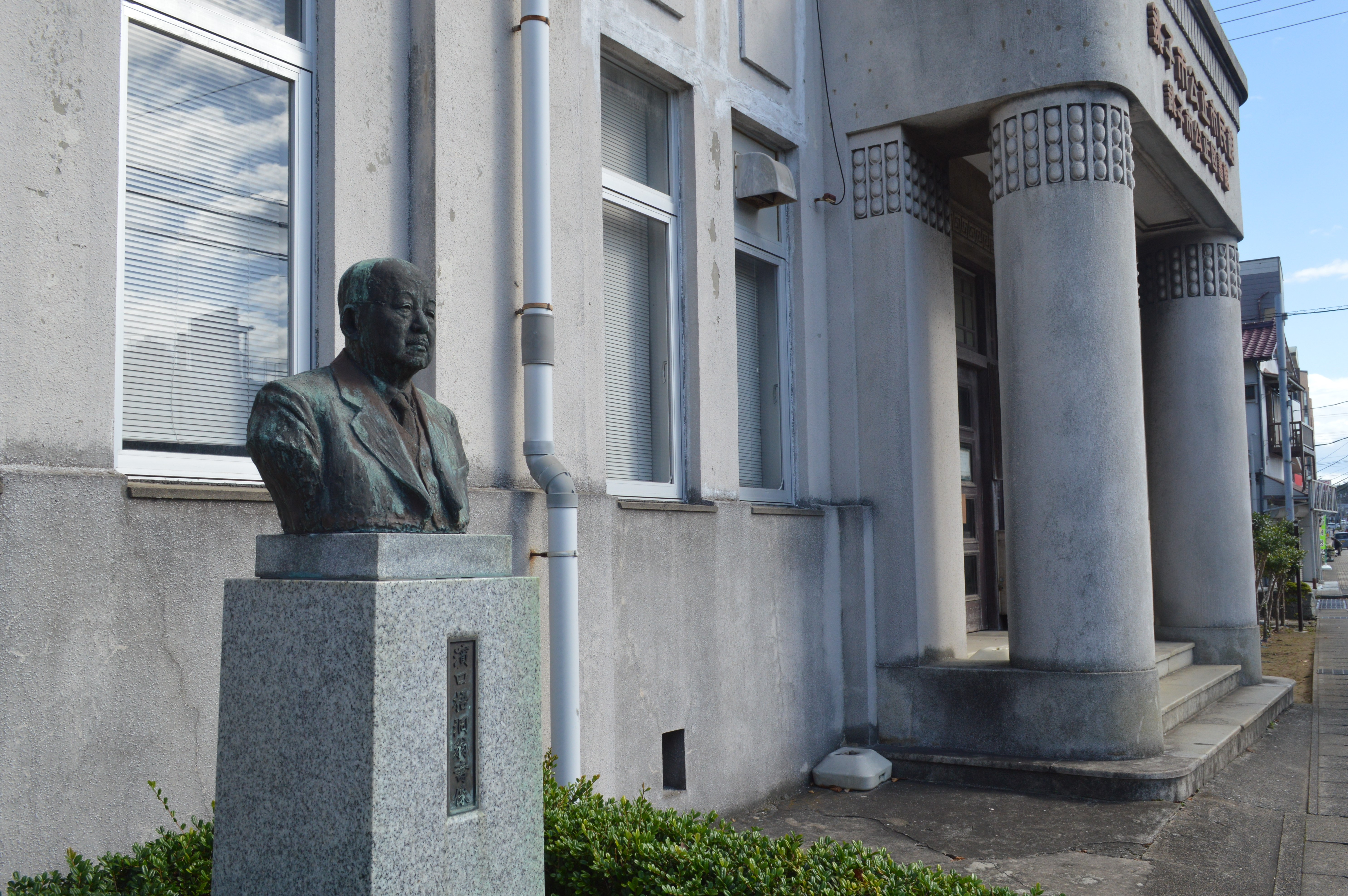
濱口梧洞の銅像（2022年11月）

## 廃駅後の状況

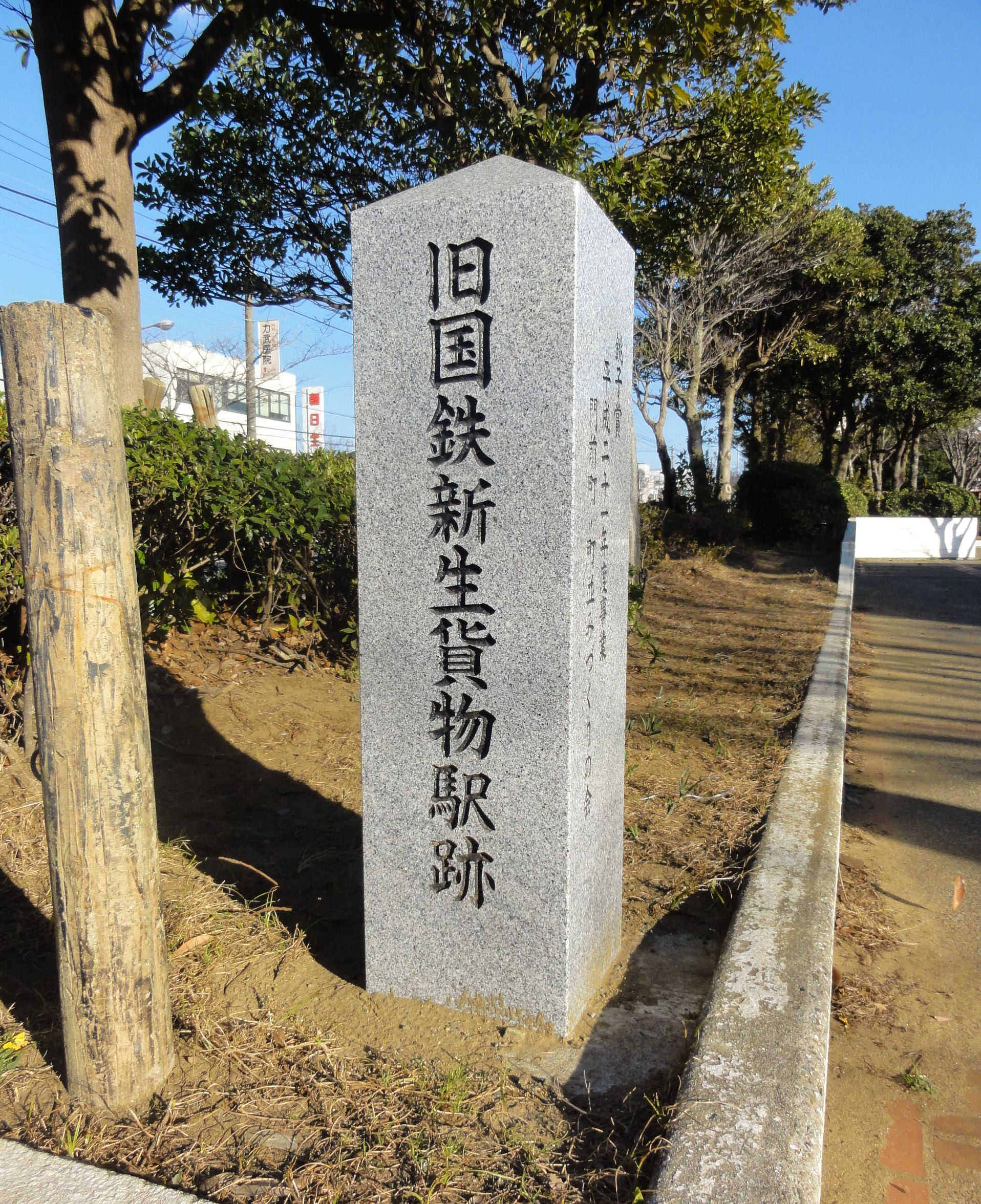
駅跡地に建つ石碑（2012年）

銚子駅の東側にある妙見道踏切のすぐ東で、北の方へ分岐してすぐ車止めになっている線路があり、これが新生貨物駅に通じていた線路の跡である。この付近までが銚子駅構内であるため、妙見道踏切は銚子電気鉄道線の区間上にありながら東日本旅客鉄道（JR東日本）の管理となっている。その先の線路跡は、民家と駐車場になり、さらにヤマサ醤油の工場用地の一部となっている。
新生駅の跡は、銚子市が1982年3月に買い上げて中央みどり公園となっている。公園内の案内板には新生駅の跡であることが明記されているが、駅であったことをうかがわせるものは残っていない。
臨港線は、ヤマサ醤油の工場用地になった部分と、駐車場や道路となった部分があり、北側は線路跡を利用した道路が存在している。漁港内では機回し線のあった場所などが駐車場となっている。

## 隣の駅
日本国有鉄道
総武本線
銚子駅 - 新生駅